# Arlindo Maracanã
Luis Arlindo Jesus dos Santos, mais conhecido como Arlindo Maracanã[carece de fontes?] (São Luís, 2 de outubro de 1978), é um ex-futebolista e atual assistente técnico brasileiro que atuava como lateral-direito de origem, mas atuou em várias posições como volante e meia. É considerado um dos maiores ídolos, senão o maior, da história do Sampaio Corrêa. Atualmente é técnico do Sampaio Corrêa.

## Carreira
Foi um lateral direito que já passou por inúmeros clubes com principal destaque o Ceará, onde sempre foi visto como ídolo. Também teve destaque no Sampaio Corrêa, no qual foi revelado para o time do Ceará. Muito conhecido no nordeste por ter um chute muito potente, fazendo assim vários gols de falta a longas distancias, ele ganhou a torcida alvinegra.
É o único jogador da história do Ceará que atuou nas 11 posições, já que atuou alguns minutos como goleiro com a expulsão de Adilson.
Em 2008, a pedido de Silas se transferiu para o Avaí, onde fez parte do elenco, fazendo vários gols importantes na campanha do time na conquista do acesso à série A no Campeonato Brasileiro da Série B de 2008.
No segundo turno do Campeonato Catarinense de Futebol de 2009, após problemas familiares, Arlindo e o Avaí chegaram a um acordo e o jogador foi dispensado.
Em março de 2009, voltou ao clube que o consagrou, o Ceará. Em 2010, foi emprestado para o Brasiliense, mas retornou ao Ceará no mesmo ano. Para a temporada de 2011, foi emprestado ao Ferroviário.. Em setembro de 2011, rescindiu contrato com o Ceará e assinou com o Sampaio Corrêa, time onde foi revelado, para a disputa da Série D do Campeonato Brasileiro.  O retorno foi um sucesso Arlindo foi capitão do Tricolor Maranhense na conquista invicta da Série D em 2012. Em 2013 mais um ano de glórias, acesso com o Sampaio Corrêa a Série B, com direito a gol na eliminação do Fortaleza em uma Arena Castelão lotada. Se despediu do futebol contra o Vasco na estreia da série B 2016 com uma derrota de 4 a 0.

## Títulos
Sampaio Corrêa
- Campeonato Brasileiro - Série D: 2012
- Campeonato Maranhense: 2012, 2014
- Copa União do Maranhão: 2011, 2012, 2013
- Campeonato Brasileiro - Série C: 1997

Avaí
- Campeonato Catarinense: 2009

Ceará
- Campeão Cearense: 2002, 2006